# Komin w Studnisku Rzędkowickim
Komin w Studnisku Rzędkowickim – studnia krasowa (czasami nazywana kominem) w skale Studnisko w grupie Skał Rzędkowickich na Wyżynie Częstochowskiej będącej częścią Wyżyny Krakowsko-Częstochowskiej. Administracyjnie należy do miejscowości Rzędkowice w województwie śląskim, w powiecie zawierciańskim, w gminie Włodowice.

## Opis obiektu
Jest to krasowa studnia w zbudowanej z wapienia skale o wysokości około 16 m. Od jej nazwy pochodzi nazwa skały. Górny otwór studni znajduje pod wierzchołkiem skały i z dołu jest niewidoczny. Dojście do niego jest łatwe ścieżką po zachodniej i północnej stronie skały. Studnia jest pionowa, ma wysokość około 10 m, średnicę około 2,5 m i opada do poziomu terenu. Ma gładkie, myte ściany, a w jej północnej części znajduje się wyraźne pęknięcie. U zachodniej podstawy skały znajduje się półokrągły otwór, przez który można wejść na dno studni.
Studnia jest sucha i w całości oświetlona rozproszonym światłem słonecznym. Brak w niej roślin. Namulisko złożone z wapiennego gruzu zmieszanego z próchnicą.
Zarówno skała Studnisko, jak i Studnia są obiektem wspinaczki skalnej. Najłatwiejsza droga wspinaczkowa w studni prowadzi pęknięciem i ma III w skali polskiej. Obok, na gładkich ścianach studni znajdują się inne, znacznie trudniejsze drogi.

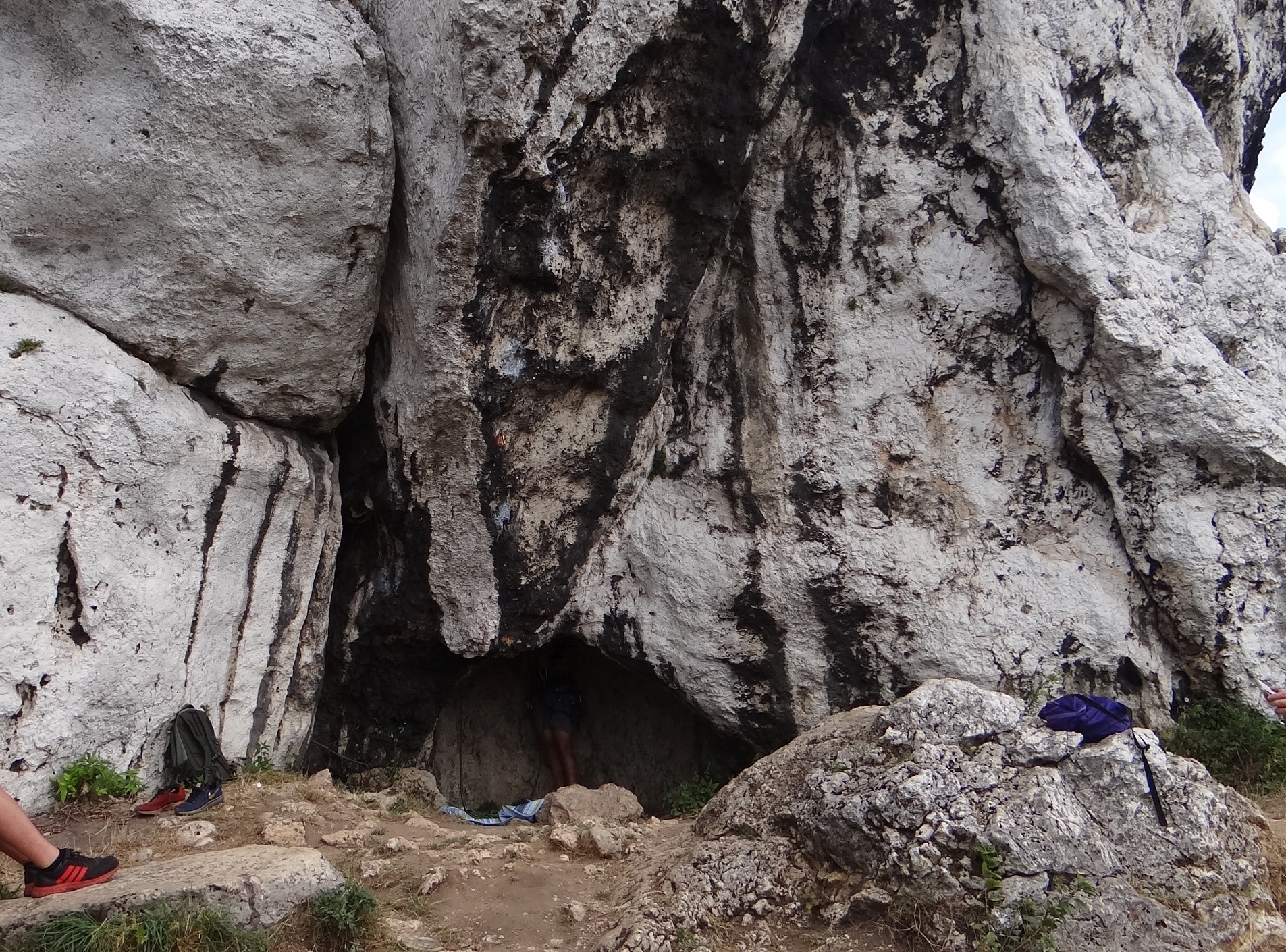
Wejście do studni
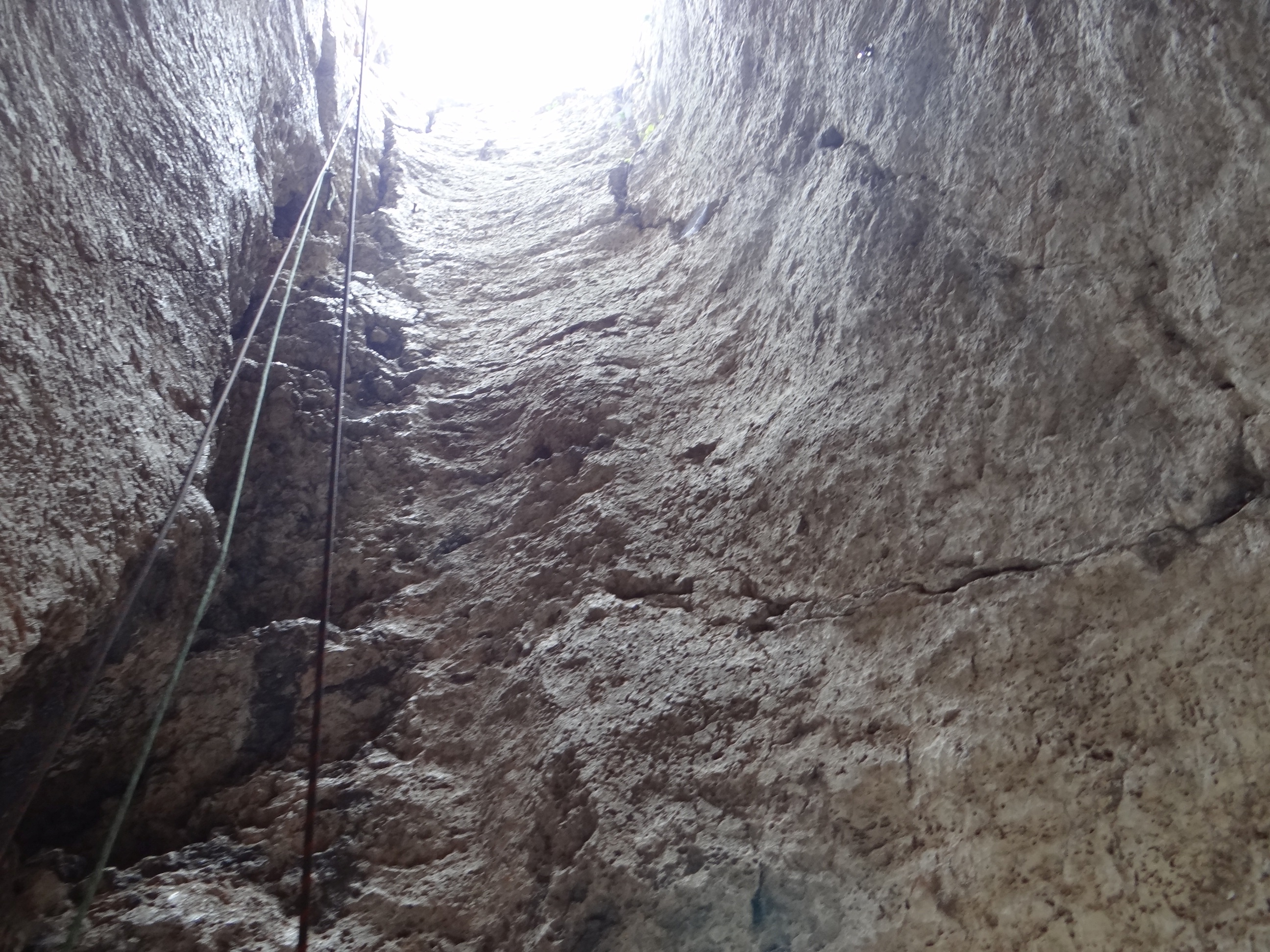
Studnia od dołu
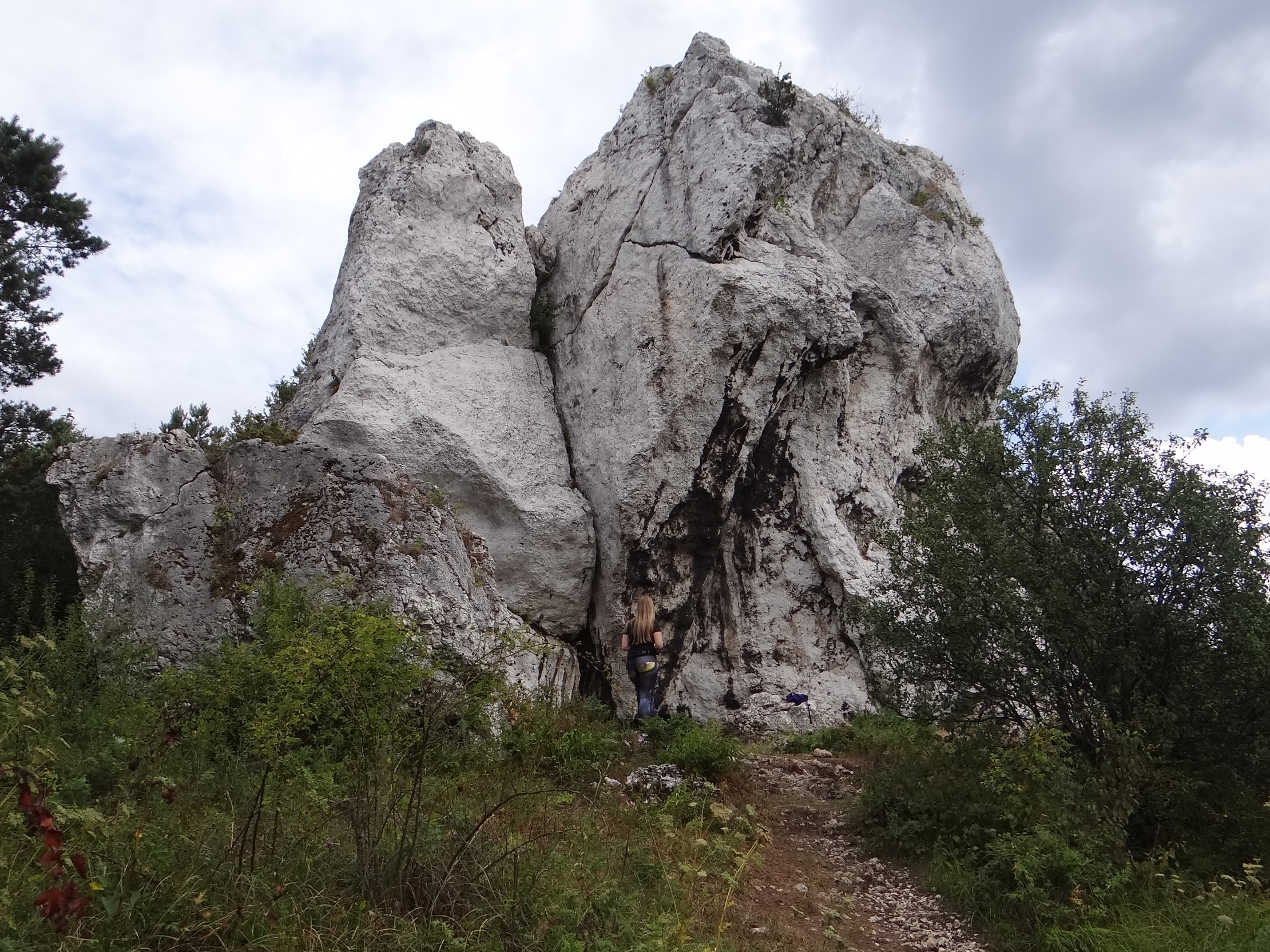
Studnisko
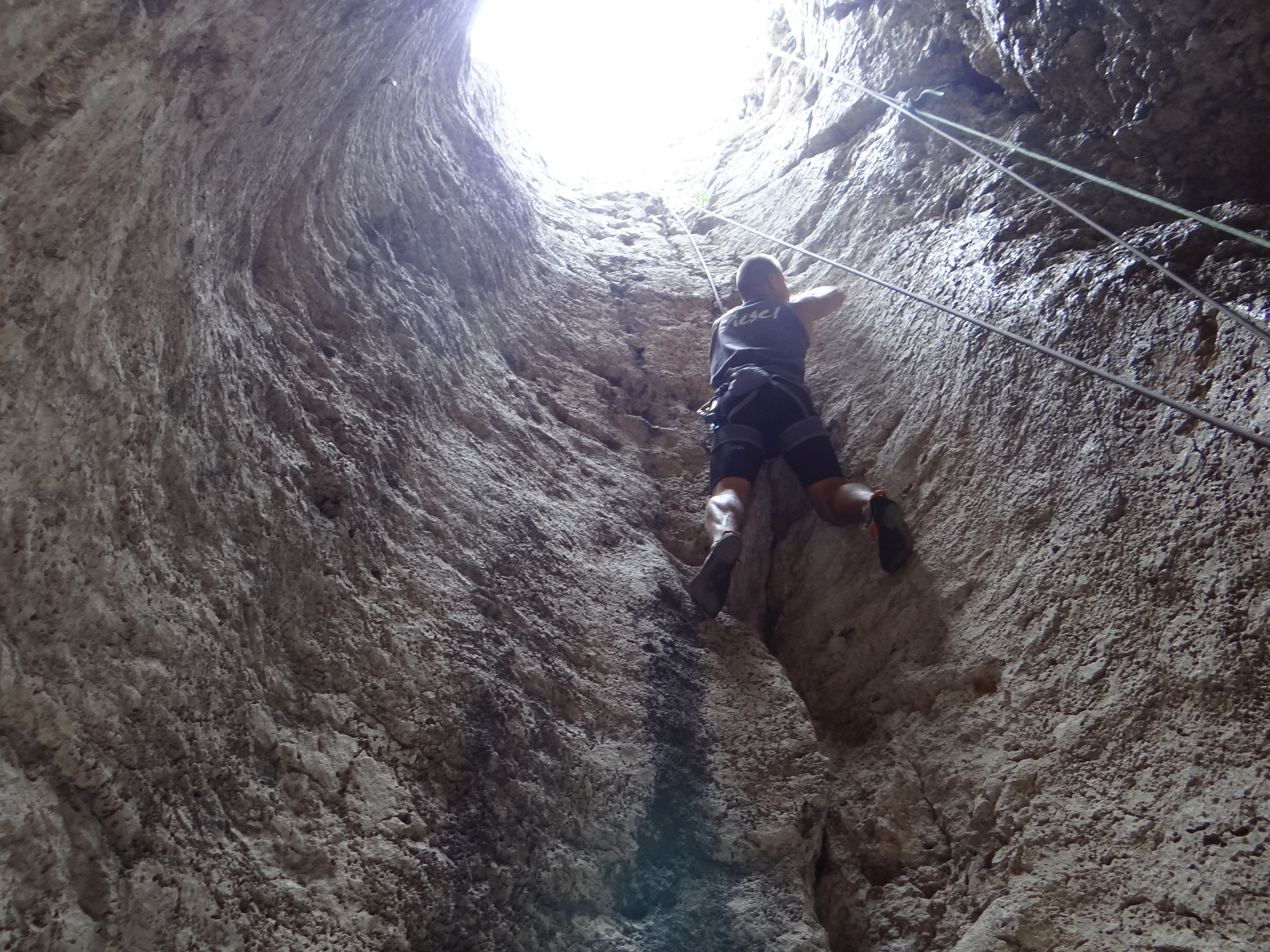
Wspinaczka w studni
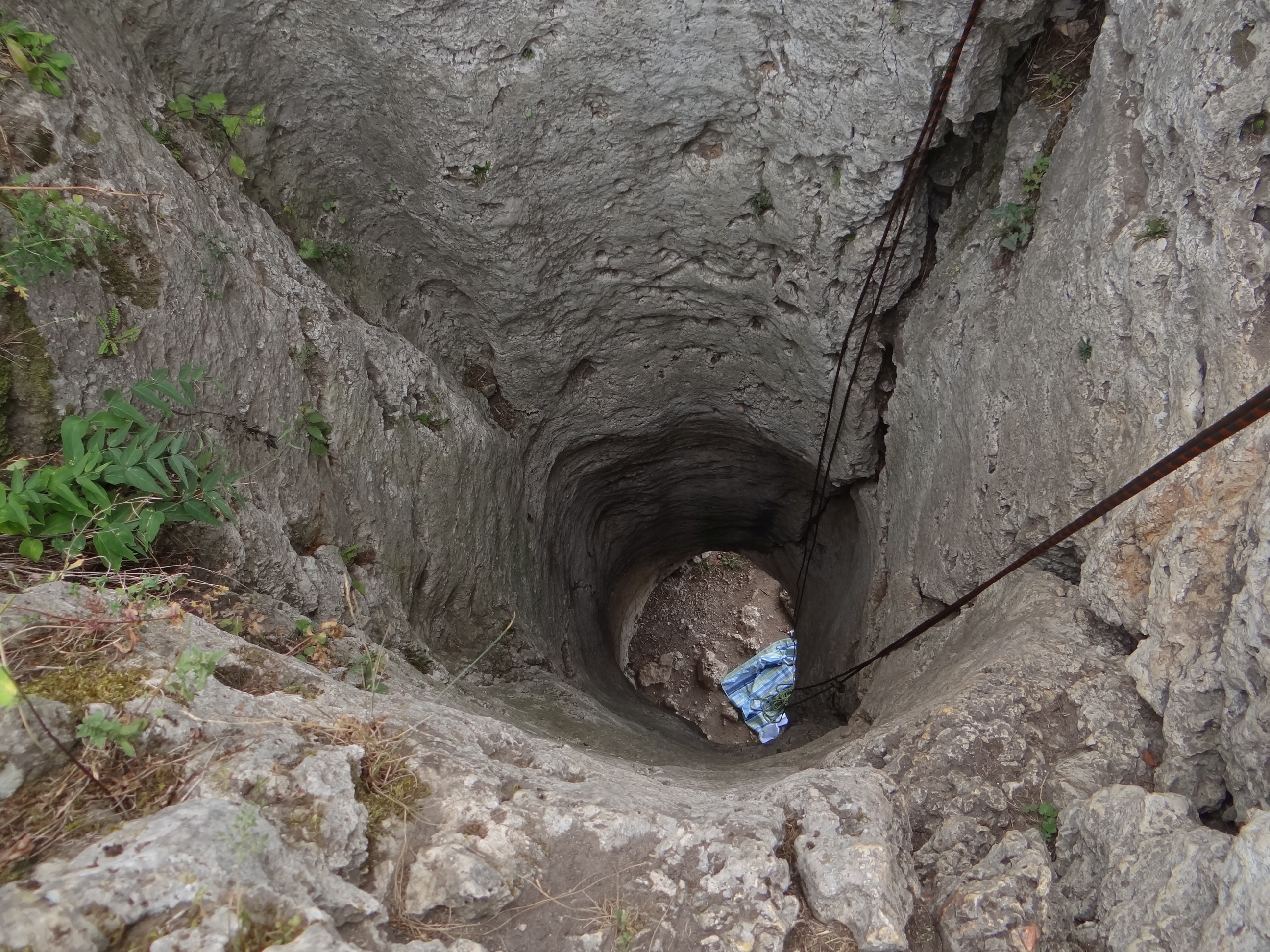
Studnia od góry

## Historia dokumentacji
Po raz pierwszy studnię opisali Kiełkowscy w 1978 r. przewodniku wspinaczkowym. Nadali jej nazwę jaskinia J1. W lutym 1980 r. K. Mazik pomierzył obiekt nadając mu nazwę „Schronisko Komin w Studnisku”. Plan sporządzili K. Mazik i J. Zygmunt.
U południowo-wschodniej podstawy Studniska znajduje się jeszcze duża nyża o nazwie Schronisko pod Studniskiem Rzędkowickim.